# Cleph
Cleph (ou Clephi, Clef, Clefi) est le roi des Lombards d'Italie de 572 à 574.

## Biographie
Élu roi à Pavie en août 572 après l'assassinat du roi Alboïn, Cleph persécute violemment l'aristocratie romaine et byzantine et tente d'étendre la domination lombarde sur la péninsule. Selon Paul Diacre, il fait périr les Romains par le glaive et en chasse d'autres.
18 mois à peine après son élection, il est assassiné avec son épouse Massana par un jeune garde du corps. Son fils Authari ne lui succède que dix années plus tard. En effet, pendant cette décennie 574-584, les ducs, au nombre d'environ 36, administrent et gèrent leur territoire.
« [...] Après la mort de Cleph, les Lombards furent dix ans sans avoir de Rois ; mais seulement des Ducs, et chaque Duc eut sa ville en propre. Zaban eut Pavie, Wallari eut Bergame. Alachis eut Brescia, Ewin eyt Trente, Gisulf eut le Frioul, et outre ceux-là il eut encore trente autres Ducs, dont chacun eut une ville en propre : leur cupidité fit périr beaucoup de nobles Romains, le reste partagé entre les Lombards leur donnait le tiers de la récolte. Sept ans après l'arrivée d'Alboïn, l'Italie était soumise à tous ces Ducs, mais ses églises étaient renversées, les prêtres tués, les villes détruites, et les peuples anéantis, à l'exception des pays qui avaient d'abord été pris par Alboïn ».
Il a été enterré dans l'église Santi Gervasio e Protasio à Pavie.

### Source primaire
- Paul Diacre, Histoire des Lombards, L. II.

### Sources secondaires
- Gianluigi Barni, La conquête de l'Italie par les Lombards — VIe siècle — Les Événements. Le Mémorial des Siècles, Éditions Albin Michel, Paris (1975)  (ISBN 2226000712).